# Crax
Crax es un género de aves galliformes de la familia Cracidae, conocidas comúnmente como paujiles, pavones, mamacos, muitúes u hocos. Se encuentran en Centroamérica y Sudamérica, alcanzando su mayor diversidad en Colombia, con 5 de las 8 especies.

## Características
Miden entre 75 y 90 cm de longitud y pesan entre 2,3 y 4,8 kg. El plumaje de los machos es negro, con crestas notorias y picos vistosos. Las hembras generalmente tienen plumas con visos castaños o rojizos y diseños en otros tonos. Son de hábitos diurnos y terrestres. Una mayoría de las especies se encuentra amenazada, debido principalmente a la cacería.

## Especies
Se conocen siete especies de Crax:
- Crax alberti - paujil pico azul, pavón colombiano
- Crax alector - paujil negro, paujil culiblanco
- Crax blumenbachii - muitú pico rojo, pavón piquirrojo
- Crax daubentoni - paujil piquiamarillo, pavón moquiamarillo
- Crax fasciolata - muitú común, mamaco
- Crax globulosa - paujil amazónico, pavón moquirrojo
- Crax rubra - hocofaisán, pavón norteño